# Danh sách đĩa nhạc của Baek Yerin

## Albun phòng thu
| Tên                      | Thông tin chi tiết | Thứ hạng cao nhất | Doanh số      |
| Tên                      | Thông tin chi tiết | Hàn               | Doanh số      |
| ------------------------ | --- | ----------------- | ------------- |
| Every letter I sent you. | - Ngày: 10 tháng 12 năm 2019 - Hãng: Blue Vinyl, Dreamus Company - Định dạng: CD, LP, tải nhạc, streaming Danh sách bài hát CD 1 1. Intro 2. Rest 3. Popo (How Deep Is Our Love?) 4. Can I B U? 5. Meant to Be 6. Mr. Gloomy 7. Lovelovelove 8. Bunny 9. 0310 CD 2 1. Berlin 2. Datoom 3. Not a Girl 4. New Song2 5. Amy 6. True Lover 7. Point (feat. Loopy) 8. Square (2017) 9. London | 2                 | - Hàn: 14,326 |

## Đĩa mở rộng
| Tên               | Thông tin chi tiết | Thứ hạng cao nhất | Doanh số     |
| Tên               | Thông tin chi tiết | Hàn               | Doanh số     |
| ----------------- | --- | ----------------- | ------------ |
| Frank             | - Ngày: 30 tháng 11 năm 2015 - Hãng: JYP Entertainment, Studio J - Định dạng: CD, tải nhạc, streaming Danh sách bài hát 1. Blue 2. Across the Universe (우주를 건너) 3. As I Am 4. Don't Leave Me Alone (혼자 두지 마) 5. zZ (잠들고 싶어) 6. That's Why | —                 | —            |
| Our Love Is Great | - Released: ngày 18 tháng 3 năm 2019 - Hãng: JYP Entertainment, Studio J - Định dạng: CD, tải nhạc, streaming | 17                | - Hàn: 3,000 |

## Đĩa đơn

### Với tư cách hát chính
| "Across the Universe" (우주를 건너)                              | 2015 | 7  | —  | - KOR: 1,116,655 | Frank                     |
| "Bye Bye My Blue"                                                | 2016 | 3  | —  | - KOR: 793,487   | Đĩa đơn không thuộc album |
| "Love You on Christmas"                                          | 2016 | 22 | —  | - KOR: 114,795   | Đĩa đơn không thuộc album |
| "Maybe It's Not Our Fault" (그건 아마 우리의 잘못은 아닐 거야)   | 2019 | 1  | 3  | —                | Our Love Is Great         |
| "Suddenly" (Digging Club Seoul Version) (어느 새)                | 2019 | —  | —  | —                | Non album-single          |
| "Popo (How Deep Is Our Love?)"                                   | 2019 | 24 | 25 | —                | Every Letter I Sent You   |
| "0310"                                                           | 2019 | 37 | 28 | —                | Every Letter I Sent You   |
| "Square (2017)"                                                  | 2019 | 1  | 1  | —                | Every Letter I Sent You   |
| "—" tức bài hát không được ra mắt hay xếp hạng tại quốc gia này. |      |    |    |                  |                           |

#### Với tư cách nghệ sĩ góp giọng
| "It's Only You" (Taecyeon của 2PM hợp tác với Baek Yerin)            | 2014 | —  | —                | Genesis of 2PM (Limited Edition Ver. B) |
| "Suddenly" (문득) (với Jun. K của 2PM và Jo Kwon)                    | 2014 | —  | —                | JYP Nation Korea 2014 - One Mic         |
| "Excited" (Olltii hợp tác với Baek Ye-rin)                           | 2015 | —  | —                | Graduation                              |
| "On & On" (Yuk Jidam hợp tác với Baek Ye-rin)                        | 2015 | 20 | - KOR: 155,875   | Unpretty Rapstar Semi Final 2           |
| "Chocolate" (チョコレート) (Taecyeon của 2PM hợp tác với Baek Yerin) | 2015 | —  | —                | 2PM of 2PM (Limited Edition Ver. B)     |
| "Me You" (San E hợp tác với Baek Yerin)                              | 2015 | 2  | - KOR: 1,127,476 | The Boy Who Cried Wolf                  |
| "Come Over" (넘어와) (Dean hợp tác với Baek Yerin)                   | 2017 | 6  | - KOR: 827,673   | Limbo                                   |
| "Light" (The Quiett hợp tác với Baek Yerin)                          | 2017 | —  | —                | Millionaire Poetry                      |
| "How Did You?" (너는 어떻게) (Ku One Chan hợp tác với Baek Yerin)    | 2018 | —  | —                | Đĩa đơn không thuộc album               |
| "Doodle" (낙서) (Punchnello hợp tác với Baek Yerin)                  | 2019 | 84 | —                | Đĩa đơn không thuộc album               |
| "—" tức bài hát không được ra mắt hay xếp hạng đây.                  |      |    |                  |                                         |

## Các bài hát khác có xếp hạng
| "As I Am"                                                                    | 2015 | 48  | —  | - Hàn: 75,460  | Frank                   |
| "Blue"                                                                       | 2015 | 49  | —  | - Hàn: 70,212  | Frank                   |
| "Don't Leave Me Alone" (혼자 두지 마)                                        | 2015 | 54  | —  | - Hàn: 68,921  | Frank                   |
| "zZ" (잠들고 싶어)                                                           | 2015 | 61  | —  | - Hàn: 56,488  | Frank                   |
| "That's Why"                                                                 | 2015 | 67  | —  | - Hàn: 50,315  | Frank                   |
| "His Ocean" (그의 바다)                                                      | 2016 | 25  | —  | - Hàn: 142,107 | Bye Bye My Blue         |
| "Zero"                                                                       | 2016 | 35  | —  | - Hàn: 79,130  | Bye Bye My Blue         |
| "Merry and the Witch's Flower" (야간비행 (魔女の花))                         | 2019 | 10  | 14 | —              | Our Love Is Great       |
| "I Don't Know" (내가 날 모르는 것처럼) (hợp tác với Car, the Garden)         | 2019 | 21  | 25 | —              | Our Love Is Great       |
| "See You Again" (지켜줄게)                                                   | 2019 | 38  | 40 | —              | Our Love Is Great       |
| "Dear My Blue"                                                               | 2019 | 42  | 44 | —              | Our Love Is Great       |
| "Our Love Is Great"                                                          | 2019 | 46  | 48 | —              | Our Love Is Great       |
| "I Don't Know" (내가 날 모르는 것처럼) (2019 ver.)                           | 2019 | 64  | 68 | —              | Our Love Is Great       |
| "Intro"                                                                      | 2019 | 158 | —  | —              | Every Letter I Sent You |
| "Rest"                                                                       | 2019 | 68  | 40 | —              | Every Letter I Sent You |
| "Can I B U"                                                                  | 2019 | 94  | 69 | —              | Every Letter I Sent You |
| "Meant to Be"                                                                | 2019 | 90  | 64 | —              | Every Letter I Sent You |
| "Mr.Gloomy"                                                                  | 2019 | 89  | 65 | —              | Every Letter I Sent You |
| "Lovelovelove"                                                               | 2019 | 85  | 60 | —              | Every Letter I Sent You |
| "Bunny"                                                                      | 2019 | 78  | 52 | —              | Every Letter I Sent You |
| "Berlin"                                                                     | 2019 | 126 | 75 | —              | Every Letter I Sent You |
| "Datoom"                                                                     | 2019 | 101 | 71 | —              | Every Letter I Sent You |
| "Not a Girl"                                                                 | 2019 | 110 | 74 | —              | Every Letter I Sent You |
| "Newsong2"                                                                   | 2019 | 140 | 92 | —              | Every Letter I Sent You |
| "Amy"                                                                        | 2019 | 147 | —  | —              | Every Letter I Sent You |
| "True Lover"                                                                 | 2019 | 131 | 82 | —              | Every Letter I Sent You |
| "Point" (featuring Loopy)                                                    | 2019 | 115 | 84 | —              | Every Letter I Sent You |
| "London"                                                                     | 2019 | 104 | 73 | —              | Every Letter I Sent You |
| "—" denotes releases that did not chart or were not released in that region. |      |     |    |                |                         |

## Nhạc phim
| Tên                                                              | Năm  | Vị trí cao nhất | Vị trí cao nhất | Vị trí cao nhất | Doanh số (Tải nhạc) | Album                  |
| Tên                                                              | Năm  | Hàn             | Hàn             | US World        | Doanh số (Tải nhạc) | Album                  |
| Tên                                                              | Năm  | Gaon            | Hot             | US World        | Doanh số (Tải nhạc) | Album                  |
| ---------------------------------------------------------------- | ---- | --------------- | --------------- | --------------- | ------------------- | ---------------------- |
| "Blooming Memories" (아주 오래된 기억)                           | 2017 | 93              | —               | —               | - Hàn: 22,505       | Chicago Typewriter OST |
| "Lean On Me" (스며들기 좋은 오늘)                                | 2019 | 73              | —               | —               | —                   | A-TEEN 2 OST           |
| "Here I Am Again" (다시 난, 여기)                                | 2020 | 4               | 6               | 21              | —                   | Hạ cánh nơi anh OST    |
| "—" tức bài hát không được ra mắt hay xếp hạng tại quốc gia này. |      |                 |                 |                 |                     |                        |

## Các bài hát khác tham gia sáng tác
| Tên                                                              | Nghệ sĩ        | Năm  | Thứ hạng cao nhất | Doanh số (Tải nhạc) | Album               | Ghi chú  |
| Tên                                                              | Nghệ sĩ        | Năm  | KOR               | Doanh số (Tải nhạc) | Album               | Ghi chú  |
| ---------------------------------------------------------------- | -------------- | ---- | ----------------- | ------------------- | ------------------- | -------- |
| "Before I Knew It" (나도 모르게)                                 | Yeonsoo (연수) | 2017 | —                 | —                   | Non album-single    | Viết lời |
| "Still the One" (좋은 사람)                                      | Soyou (소유)   | 2017 | —                 | —                   | Re:Born             | Viết lời |
| "From Now On"                                                    | Chungha (청하) | 2018 | 79                | —                   | Blooming Blue       | Sáng tác |
| "Smile" (미소)                                                   | Yeonsoo (연수) | 2018 | —                 | —                   | Đĩa đơn không album | Viết lời |
| "Young in Love" (우리가 즐거워)                                  | Chungha (청하) | 2019 | —                 | —                   | Flourishing         | Sáng tác |
| "—" tức bài hát không ra mắt hay được xếp hạng tại quốc gia này. |                |      |                   |                     |                     |          |